# Asahi Sasaki
Asahi Sasaki (佐々木 旭?, Sasaki Asahi; Kawagoe, 26 gennaio 2000) è un calciatore giapponese, difensore del Kawasaki Frontale.

## Palmarès

### Club

#### Competizioni nazionali
- Coppa dell'Imperatore: 1

Kawasaki Frontale: 2023
- Supercoppa del Giappone: 1

Kawasaki Frontale: 2024